# Södra Han
Södra Han (南汉, Nán Hàn) var ett av de tio kungadömena i Kina under tiden för De fem dynastierna och De tio rikena. Riket grundades av Liu Yin som från år 905 var militärguvernör i den tidigare Tangdynastin och senare Prins av Nanping år 909. Vid hans död 917 tog hans bror (Liu Yin) makten och kallade riket Stora Yue innan det fick namnet Södra Han år 919. Rikets territorium motsvarade dagens Guangdong och stora delar av Guangxi. År 971 blev riket erövrat av Songdynastin.